# 小川龍也
小川 龍也（おがわ りゅうや、1991年9月3日 - ）は、千葉県千葉市花見川区出身の元プロ野球選手（投手）。左投左打。中日、西武、リーガ・メヒカーナ・デ・ベイスボルのモンテレイ・サルタンズに所属した。
日本人の父とフィリピン人の母を持つ。

## 経歴

### プロ入り前
両親の薦めで野球を始める。小学1年で軟式の少年野球チーム「こてはし台ヤングライオンズ」に入り小学4年から投手。中学時代は硬式の「千葉北シニア」でプレーした。
千葉英和高時代は、1年時の夏から外野手として出場。2年時の秋から本格的に投手へ転向。3年時の夏は、千葉大会5回戦で木更津総合高を相手に延長15回引き分けによる再試合の末に敗れた。いずれの試合も小川一人で投げ切った。
2009年10月29日、プロ野球ドラフト会議にて中日ドラゴンズから2位指名を受け、契約金5,000万円、年俸600万円で入団が決まった（金額は推定）。

### 中日時代
2010年は一軍登板はなく、ウエスタン・リーグでは2試合の登板で防御率7.20であった。
2011年は春季キャンプで一軍参加し、10月20日に一軍初昇格。同日の対広島東洋カープ戦（マツダスタジアム）でプロ初登板、1回をプロ初奪三振を含む三者凡退に抑えてプロ初ホールドを記録した。この年の一軍登板はこの試合だけであった。
2012年には第3回WBC予選のフィリピン代表に選出された。9月27日の横浜DeNAベイスターズ戦でプロ初先発、4回2失点で敗戦投手となり、以降の一軍登板は無かった。
2013年は9月29日に一軍登録され、10月3日の広島戦でシーズン初登板初先発となったが、3回2失点。3年連続で一軍登板は1試合のみであった。
2014年からは背番号が57に変更。6月11日に一軍登録され、3試合の救援登板で3回1失点も7月3日に登録抹消。8月1日に再昇格し、1試合の救援登板を経て同6日の広島戦でシーズン初先発。8死四球の大乱調ながらも2失点と粘りのピッチングを見せた（勝敗は付かず）。翌日に登録抹消。同27日に3度目の一軍昇格となったが、2試合連続で失点を喫して二軍再調整となり、そのままシーズンを終えた。1先発を含む7試合の登板で0勝1敗、防御率3.65であった。
2015年はシーズン途中からサイドスローに転向したが、一軍登板は救援登板2試合に留まった。
2016年は初の開幕一軍入りを果たした。8月5日の対横浜DeNAベイスターズ戦（横浜スタジアム）でプロ初勝利を挙げた。3度の登録抹消があったものの自己最多の44試合に登板し、1勝1敗9ホールド、防御率2.27を記録した。
2017年は走者なしでは被打率.190に対して走者ありでは被打率.280と打ち込まれ、首脳陣の信頼を得られず、3ホールド・防御率2.19を記録したものの、登板数は18試合と前年の半分以下に留まった。
2018年、ウエスタン・リーグ公式戦では好調だったものの、一軍公式戦への出場を果たせなかった。

### 西武時代
2018年7月19日に金銭トレードで埼玉西武ライオンズへの移籍し、7月23日にNPBから公示された。背番号は44となった。移籍後は、8月の初登板から10試合連続無失点を記録。15試合の登板で1勝0敗4ホールド、防御率1.59を記録し、チームのリーグ優勝に貢献した。
2019年は開幕一軍を勝ち取り、4月25日の千葉ロッテマリーンズ戦ではプロ初セーブを挙げた。しかし、シーズン中盤になると左打者に痛打される場面が多くなり、6月22日に登録抹消。7月下旬に再昇格すると問題視されていた左打者との対戦成績も良化し、終わってみれば自己最多を更新する55試合の登板、4勝1敗15ホールド1セーブ、防御率2.58を記録した。シーズンオフには背番号を29に変更することが発表された。
2020年は6月19日の開幕こそ二軍で迎えるも、同23日に一軍昇格。8月7日から1か月ほど二軍再調整があったものの、それ以外は一軍でシーズンを過ごした。しかし、左打者への四死球が多く、対左被出塁率は.370であり、首脳陣からの信頼を落として登板数は38試合に留まった。2勝1敗3ホールド、防御率2.10だった。11月16日に左肘の鏡視下関節形成術を受けた。
2021年10月20日に戦力構想外を宣告され、退団することが発表された。

### 西武退団後
12球団合同トライアウトやWorldTryout2021の参加後、横浜DeNAベイスターズの職員である住田ワタリの紹介もあり、2022年1月25日、リーガ・メヒカーナ・デ・ベイスボルのモンテレイ・サルタンズへの入団が発表された。
4月25日に初先発し、3回3失点で降板。翌日の4月26日に契約解除となった。その後引退を決意したと報じられた。
引退後は母親の故郷であるフィリピンに渡って英語を勉強し、2023年からは通信制の大学に入る予定と上記の報道の中で語っている。また、野球選手として最後の舞台にするつもりとして、2022年9月にアリゾナで開催予定の2021 ワールド・ベースボール・クラシック予選にフィリピン代表として参加予定であることも語っていたが、フィリピンは予選招待国から外されてしまい、前述のメキシコでのプレーが最後となった。

## 選手としての特徴・人物
最速144km/hのストレートと、右打者にはフォーク、左打者にはスライダーを決め球にする。時折、スローカーブも交えた変幻自在のピッチングが持ち味。2015年より投球フォームを サイドスローに変更している。
WBCのフィリピン代表入りした際にチームメイトとなった元メジャーリーガーのジェノ・エスピネリから、カーブやチェンジアップの握りを教わった。
2018年12月に一般女性と結婚したことを公表した。

## 詳細情報

### 年度別投手成績
| 年 度      | 球 団      | 登 板 | 先 発 | 完 投 | 完 封 | 無 四 球 | 勝 利 | 敗 戦 | セ 丨 ブ | ホ 丨 ル ド | 勝 率 | 打 者 | 投 球 回 | 被 安 打 | 被 本 塁 打 | 与 四 球 | 敬 遠 | 与 死 球 | 奪 三 振 | 暴 投 | ボ 丨 ク | 失 点 | 自 責 点 | 防 御 率 | W H I P |
| ---------- | ---------- | ----- | ----- | ----- | ----- | -------- | ----- | ----- | -------- | ----------- | ----- | ----- | -------- | -------- | ----------- | -------- | ----- | -------- | -------- | ----- | -------- | ----- | -------- | -------- | ------- |
| 2011       | 中日       | 1     | 0     | 0     | 0     | 0        | 0     | 0     | 0        | 1           | ----  | 3     | 1.0      | 0        | 0           | 0        | 0     | 0        | 1        | 0     | 0        | 0     | 0        | 0.00     | 0.00    |
| 2012       | 中日       | 1     | 1     | 0     | 0     | 0        | 0     | 1     | 0        | 0           | .000  | 17    | 4.0      | 4        | 1           | 1        | 0     | 0        | 3        | 1     | 0        | 2     | 2        | 4.50     | 1.25    |
| 2013       | 中日       | 1     | 1     | 0     | 0     | 0        | 0     | 0     | 0        | 0           | ----  | 14    | 3.0      | 3        | 1           | 2        | 0     | 1        | 0        | 0     | 0        | 2     | 2        | 6.00     | 2.00    |
| 2014       | 中日       | 7     | 1     | 0     | 0     | 0        | 0     | 1     | 0        | 0           | .000  | 60    | 12.1     | 11       | 1           | 12       | 0     | 0        | 5        | 3     | 0        | 9     | 5        | 3.65     | 1.86    |
| 2015       | 中日       | 2     | 0     | 0     | 0     | 0        | 0     | 0     | 0        | 0           | .000  | 10    | 2.0      | 3        | 0           | 1        | 0     | 1        | 1        | 0     | 0        | 2     | 2        | 9.00     | 2.00    |
| 2016       | 中日       | 44    | 0     | 0     | 0     | 0        | 1     | 1     | 0        | 9           | .500  | 126   | 31.2     | 21       | 1           | 9        | 0     | 3        | 34       | 1     | 0        | 10    | 8        | 2.27     | 0.95    |
| 2017       | 中日       | 18    | 0     | 0     | 0     | 0        | 0     | 0     | 0        | 3           | ----  | 55    | 12.1     | 11       | 0           | 5        | 0     | 3        | 9        | 1     | 0        | 3     | 3        | 2.19     | 1.30    |
| 2018       | 西武       | 15    | 0     | 0     | 0     | 0        | 1     | 0     | 0        | 4           | 1.000 | 46    | 11.1     | 11       | 0           | 3        | 0     | 1        | 7        | 0     | 0        | 3     | 2        | 1.59     | 1.24    |
| 2019       | 西武       | 55    | 0     | 0     | 0     | 0        | 4     | 1     | 1        | 15          | .800  | 157   | 38.1     | 35       | 4           | 12       | 0     | 3        | 28       | 4     | 0        | 12    | 11       | 2.58     | 1.23    |
| 2020       | 西武       | 38    | 0     | 0     | 0     | 0        | 2     | 1     | 0        | 3           | .667  | 109   | 25.2     | 22       | 1           | 14       | 1     | 1        | 13       | 2     | 0        | 6     | 6        | 2.10     | 1.40    |
| 2021       | 西武       | 5     | 0     | 0     | 0     | 0        | 0     | 0     | 0        | 0           | ----  | 11    | 2.0      | 2        | 1           | 3        | 0     | 0        | 1        | 0     | 0        | 2     | 2        | 9.00     | 2.50    |
| 通算：10年 | 通算：10年 | 187   | 3     | 0     | 0     | 0        | 8     | 5     | 1        | 35          | .615  | 608   | 143.2    | 123      | 10          | 62       | 1     | 13       | 102      | 12    | 0        | 51    | 43       | 2.69     | 1.29    |

- 2021年度シーズン終了時

### 年度別守備成績
| 年 度 | 球 団 | 投手  | 投手  | 投手  | 投手  | 投手  | 投手     |
| 年 度 | 球 団 | 試 合 | 刺 殺 | 補 殺 | 失 策 | 併 殺 | 守 備 率 |
| ----- | ----- | ----- | ----- | ----- | ----- | ----- | -------- |
| 2011  | 中日  | 1     | 0     | 0     | 0     | 0     | ----     |
| 2012  | 中日  | 1     | 0     | 1     | 0     | 0     | 1.000    |
| 2013  | 中日  | 1     | 0     | 0     | 0     | 0     | ----     |
| 2014  | 中日  | 7     | 0     | 4     | 1     | 0     | .800     |
| 2015  | 中日  | 2     | 0     | 0     | 0     | 0     | ----     |
| 2016  | 中日  | 44    | 1     | 6     | 0     | 1     | 1.000    |
| 2017  | 中日  | 18    | 1     | 1     | 0     | 0     | 1.000    |
| 2018  | 西武  | 15    | 2     | 3     | 1     | 1     | .833     |
| 2019  | 西武  | 55    | 1     | 6     | 1     | 0     | .875     |
| 2020  | 西武  | 38    | 6     | 7     | 0     | 1     | 1.000    |
| 2021  | 西武  | 5     | 0     | 1     | 0     | 0     | 1.000    |
| 通算  | 通算  | 187   | 11    | 29    | 3     | 3     | .930     |

- 2021年度シーズン終了時

### 記録
初記録
- 初登板・初ホールド：2011年10月20日、対広島東洋カープ24回戦（MAZDA Zoom-Zoom スタジアム広島）、5回裏に3番手で救援登板、1回無失点
- 初奪三振：同上、5回裏に赤松真人から見逃し三振
- 初先発：2012年9月27日、対横浜DeNAベイスターズ22回戦（ナゴヤドーム）、4回2失点で敗戦投手
- 初勝利：2016年8月5日、対横浜DeNAベイスターズ18回戦（横浜スタジアム）、8回表1死に4番手で救援登板、2/3回無失点
- 初セーブ：2019年4月25日、対千葉ロッテマリーンズ6回戦（ZOZOマリンスタジアム）、10回裏に6番手で救援登板・完了、1回無失点

### 背番号
- 16（2010年 - 2013年）
- 57（2014年 - 2018年途中）
- 44（2018年途中 - 2019年）
- 29（2020年 - 2021年）
- 36（2022年 - ）

### 登場曲
- 「2 Minutes To Midnight」Iron Maiden（2016年）
- 「Re:make」ONE OK ROCK（2017年 - 2018年）
- 「How do you feel now?」安室奈美恵（2018年）
- 「バッドフォーミー」Official髭男dism（2019年 - ）

### 代表歴
- 2013 ワールド・ベースボール・クラシック・フィリピン代表